# Monte Qingassat

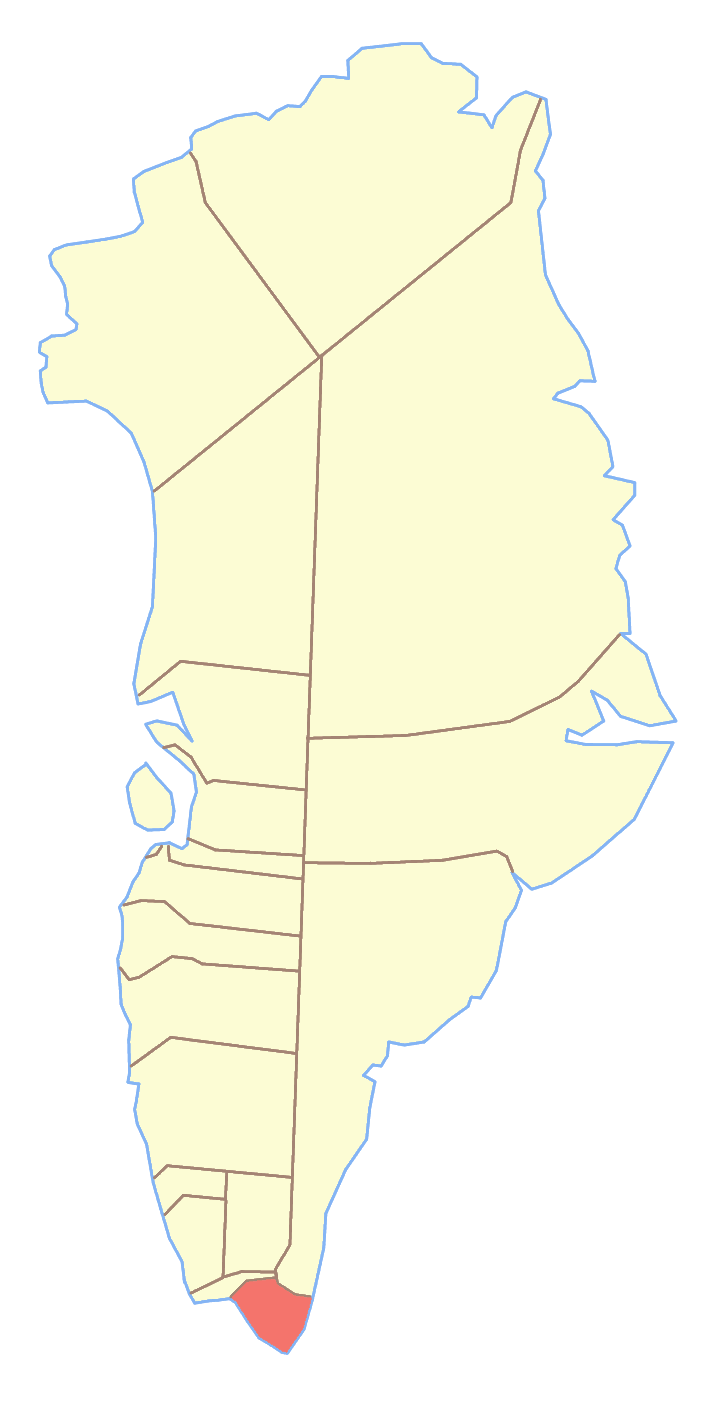
Ex comune di Nanortalik, dove si trovava il monte Qingassat

Il monte Qingassat (groenlandese: Qingassat Qaqqaat) è una montagna della Groenlandia di 1730 m. Si trova a 60°34'N 44°42'O; appartiene al comune di Kujalleq.